# Водяный
Водяный — хутор в Зерноградском районе Ростовской области России.
Входит в состав Россошинского сельского поселения.

## География
На хуторе имеется одна улица: Содружества.

## Население
| 2010 |
| ---- |
| 138  |